# Oninia senglaubi
Oninia senglaubi ist die einzige Art der Amphibien-Gattung Oninia aus der Familie der Engmaulfrösche. Sie ist im Fakfakgebirge Neuguineas endemisch.

## Beschreibung
Oninia senglaubi gehört zu den kleinsten Vertretern der Herpetofauna Neuguineas und erreicht kaum zwei Zentimeter Länge, gemessen von der Schnauzenspitze bis zum Ende des Urostyls. Die Rückenfärbung ist braun mit unregelmäßigen dunkelbraunen Flecken. 

## Vorkommen
Die Typuslokalität liegt 16 km nördlich der Bezirkshauptstadt Fakfak in dem zu Indonesien gehörenden Teil Neuguineas. Das Fakfakgebirge, ein südlich des Vogelkop gelegener Teil der Bomberai-Halbinsel bildet den Lebensraum der Frösche, die in Seehöhen zwischen 600 und 1000 Metern vorkommen.

## Systematik und Nomenklatur
Die Gattung Oninia wurde 2010 von Rainer Günther, Björn Stelbrink und Thomas von Rintelen erstbeschrieben. Sie umfasst nur die Art Oninia senglaubi und ist somit monotypisch. Der Gattungsname Oninia ist abgeleitet von der Region Onin, dem nordwestlichen Teil der Bomberai-Halbinsel, wo der Frosch vorkommt. Der Artname ehrt den deutschen Biologen Konrad Senglaub, ehemals Direktor des Museums für Naturkunde Berlin.
Gemeinsam mit den Gattungen Asterophrys, Hylophorbus, Mantophryne und Xenorhina bildet Oninia eine Gruppe nah verwandter Arten, die Tribus Asterophryini.
Nach molekularen Daten (anhand homologer DNA-Sequenzen der Mitochondrien) ist Oninia nächstverwandt mit den Gattungen Pseudocallulops, Asterophrys und Metamagnusia, auf osteologischer Basis ähnelt Oninia jedoch am ehesten der Gattung Xenorhina.